# Barges (Haute-Loire)
Barges település Franciaországban, Haute-Loire megyében. Lakosainak száma 106 fő (2022. január 1.). Barges Arlempdes, Landos, Saint-Arcons-de-Barges és Saint-Paul-de-Tartas községekkel határos.

## Népesség
A település népességének változása:
| Lakosok száma | 159  | 113  | 105  | 68   | 78   | 75   | 96   | 108  | 110  | 106  |
|               | 1968 | 1982 | 1990 | 2006 | 2013 | 2015 | 2017 | 2019 | 2020 | 2022 |